# Барановка (Кимовский район)
Барановка — деревня в Кимовском районе Тульской области России.
В рамках административно-территориального устройства является центром Барановского сельского округа Кимовского района, в рамках организации местного самоуправления входит в сельское поселение Епифанское.

## География
Расположена в 20 км к юго-востоку от железнодорожной станции города Кимовска.

## Население
| 2002 | 2010 |
| ---- | ---- |
| 157  | ↘123 |

Население — 123 чел. (2010). 